# مرقد أنس بن مالك
مرقد أنس بن مالك هو مرقد في العراق، في منطقة الشعيبة في شمال مدينة الزبير، غرب البصرة، للصحابي أنس بن مالك خادم الرسول محمد، وهو موقع مسجل في المواقع الأثرية العراقية بصفته جامعاً. وجُدّد البناء بأمر من الرئيس صدام حسين،

## الموقع
قال الإصطخري في المسالك "وخارج المربد في البادية قبر أنس بن مالك والحسن البصري وابن سيرين والمشاهير من علماء البصرة". وقال علي صائب في كتابه جغرافية الممالك العثمانية المطبوع سنة 1304 هـ "الأقضية والنواحي التابعة إلى البصرة: 1- قضاء البصرة نفسه: ومن ملحقات هذا القضاء ناحية (أبو الخصيب)، وناحية (الفاو)، وناحية (الزبير). وأفضل وأطيب هواء في اللواء هواء ناحية الزبير وفي هذه الناحية يوجد ضريح الزبير بن العوام الذي هو من العشرة المبشرين بالجنة وفي خارج الناحية يوجد أضرحة طلحة وأنس بن مالك وضريح الشيخ الحسن البصري رحمهم الله ورضي عنهم". وقال طالب عبد العزيز إن مرقد أنس "ذكره ابن بطوطة في رحلته التي بلغ فيها البصرة، وغادرها إلى الاحساء. فهو الذي قال بانَّ نهراً عظيماً يأخذ حصته من شط العرب الكبير، كان يجري هناك، يقع على شاطئه ضريح الصحابي أنس بن مالك، ويؤخذ الماء منه للتبرك" وكان بقرب المرقد محازن أسلحة ما زال الناس يسمونها مخازن أنس.
موقع المرقد في بَريّة مقاطعة الشعيبة بشمال قضاء الزبير غرب محافظة البصرة جنوب العراق.

## خلفية عن الشخصية
أنس بن مالك، هو خادم الرسول محمد، وراوي أحاديث عند السنة والشيعة.

## وفاة أنس ودفنه
أصيب أنس بن مالك في نهاية حياته بالبرص، وضعف جسده. وهو آخر من بقي بالبصرة من أصحاب النبي محمد، وآخر من بقي ممن صلى إلى القبلتين. وكان قد أوصى أن يصلي عليه محمد بن سيرين، فغسّله وصلى عليه، وقيل صلى عليه قطن بن مدرك الكلابي. كما أوصى أن تُدفن معه عصا للنبي محمد كانت عنده، فدفنت معه بين جنبه وقميصه.

## تاريخ المزار
أمر رئيس العراق صدام حسين ببناء المرقد مثل ماهو عليه اليوم.
ومنذ وقائع الحرب الكونية الأولى ودخول الجيش البريطاني البصرة، والجنود العراقيون يسمّون مخازن الأسلحة القريبة من الضريح بمخازن أنس، وحتى العام 2003 ظلوا يسمّونها كذلك، والقبر، الضريح نقطة دالة في البريّة الواسعة تلك، فلا سكن ولا خيام ولا مضارب قريبة منه. كان قبراً صغيراً، بمشهد بسيط من الطابوق والطين حتى أمرَ صدام حسين في برنامج حملته الإيمانية، ببنائه على النحو الذي عليه اليوم. والمرقد بقبابه الجميلة لم يُصبه الأذى والتدمير، الذي طال قباب ومنائر مرقد الصحابي طلحة ابن عبيد ألله، الكائن على الطريق بين البصرة والزبير سنة 2006 حين اضطرب العراق وجنَّ جنون الناس فيه، عقيب تفجير مرقدي الإمامين العسكريين، وقد أخفقت مديرية الوقف السني ومعها دائرة السياحة والآثار والحكومة المحلية في إعادة بنائه، والحق يقال بأن الضريح كان مفخرة معمارية، يتطلع البصريون والمعنيون بشأن السياحة وجمال الأبنية إلى اليوم الذي يلتفت فيه المعنيون لأمر بنائه ثانية. ومصابيح الكهرباء لا تعمل، فهي تنطفئ فيه.

## الاعتداء على المقام وإهماله
ونقلت مصادر أن المزار تعرض لهجوم من ميليشيا جيش المهدي

## زيارة مدير المنطقة للمزار
وقد زار مدير المنطقة الجنوبية ضريح أنس.

## إعادة إعمار المزار
وأكدت وزير الأوقاف والشؤون الدينية العراقي، ويجري بأمر الرئيس أيضا إعمار أضرحة الصحابة: الزبير بن العوام، أنس بن مالك، طلحة بن عبيد الله، وعتبة بن غزوان في البصرة وتقوم الوزارة بالتنفيذ ومن المؤمل أن ينتهي إعمارها في غضون سنتين مقبلتين.

## معرض صور

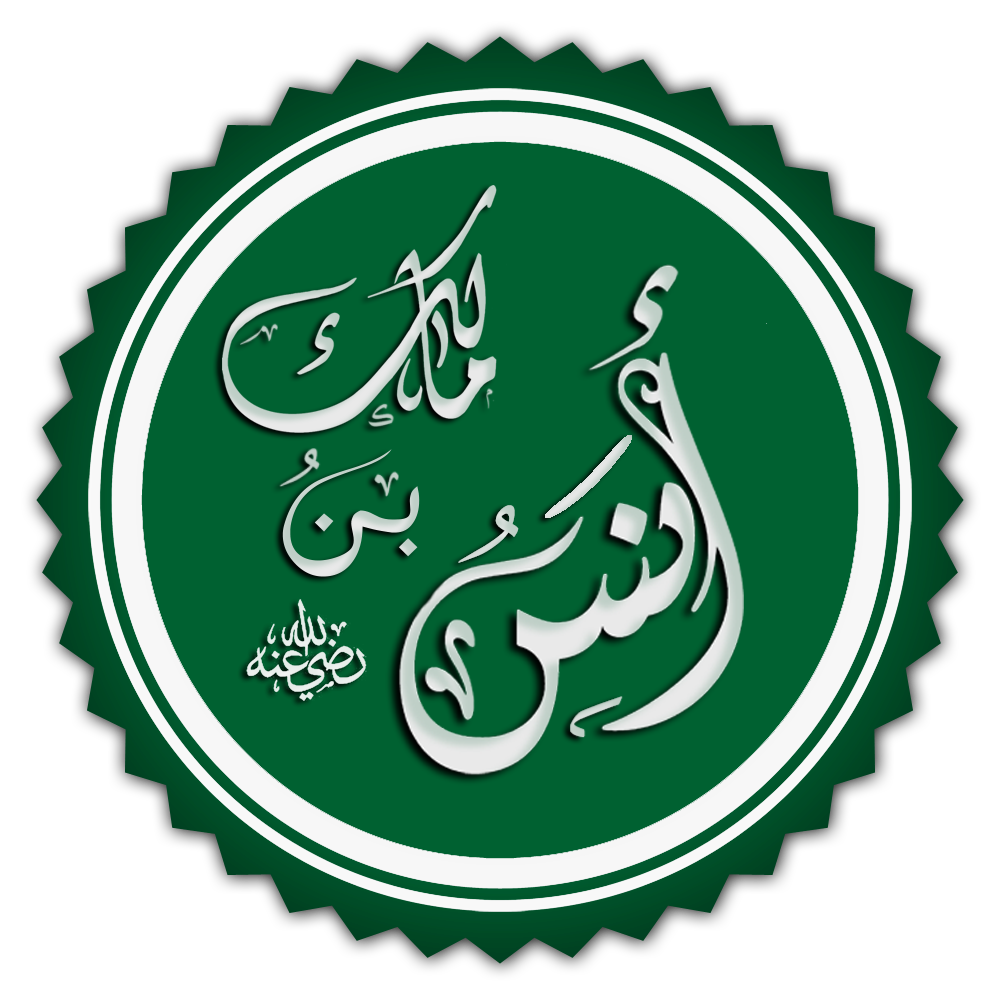
تخطيط لأسم أنس بن مالك مع دعاء الرضا عنه.
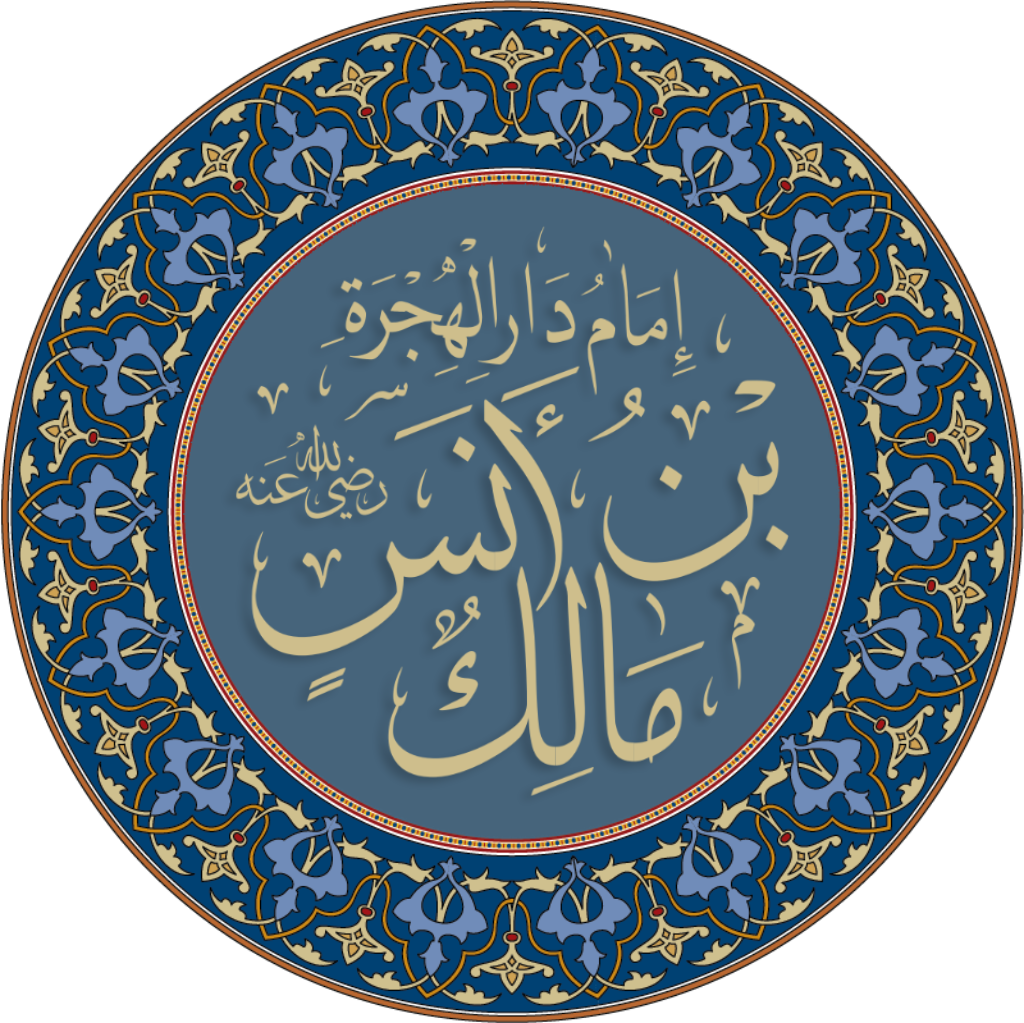
تخطيط لأسم أنس بن مالك.
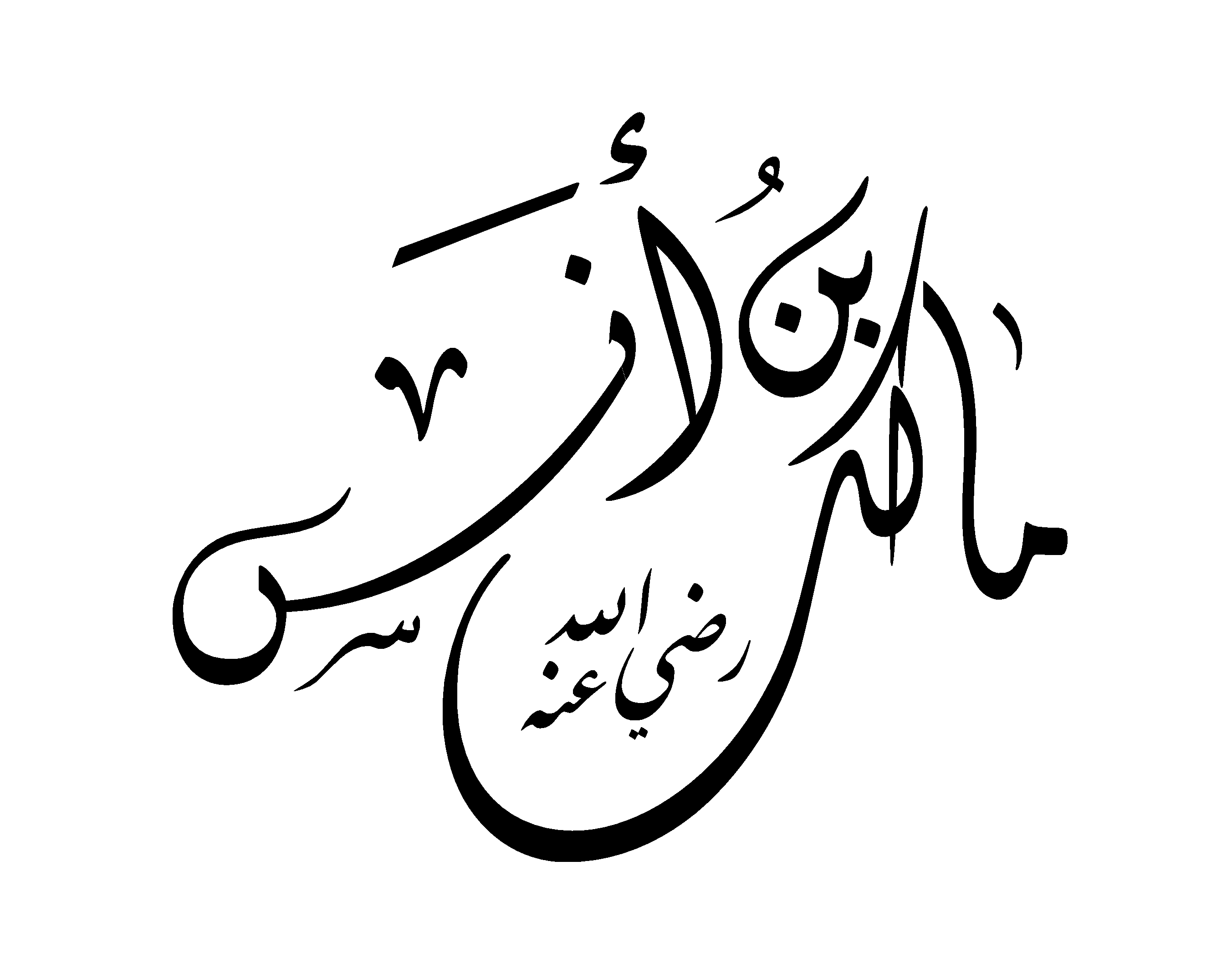
تخطيط لأسم أنس بن مالك.
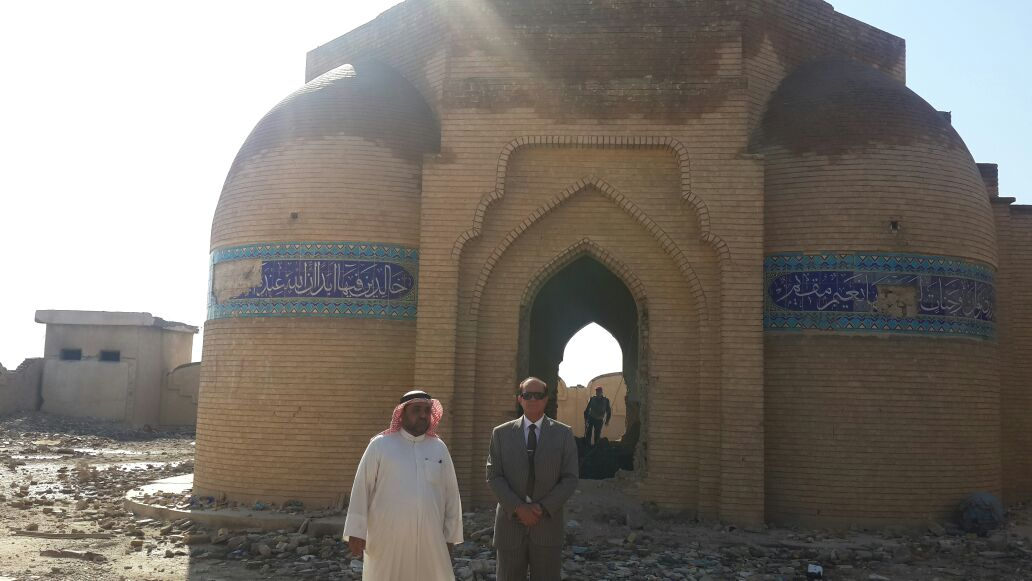
مدير أوقاف منطقة الجنوبية يزور مرقد أنس بن مالك.